# Sinaasappelolie

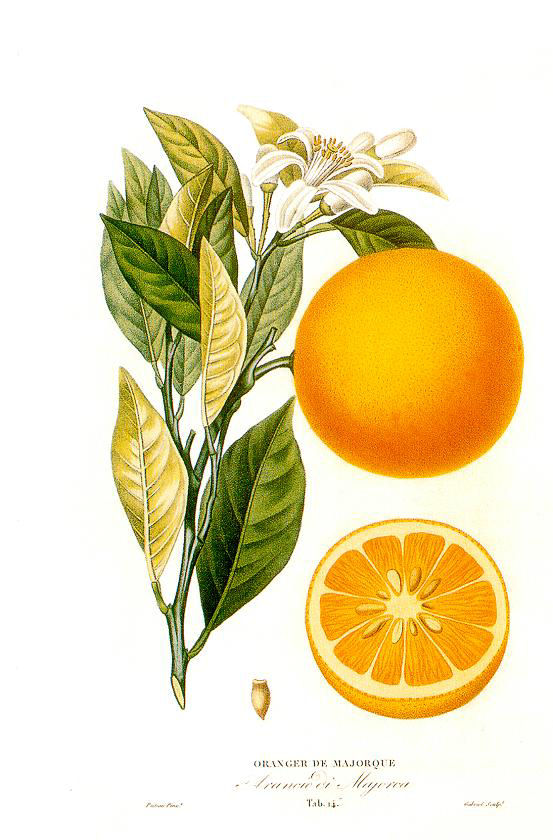
Citrus sinensis (L.) Histoire et culture des orangers A. Risso et A. Poiteau. - Paris Henri Plon, Editeur, 1872

Sinaasappelolie is een gele tot geelrode etherische olie die gevormd wordt in citrusfruit. De meeste olie bevindt zich in het witte deel van de schil, vlak onder het oppervlak van de sinaasappel. Het is een bijproduct van de productie van sinaasappelsap. De olie wordt uit de schil geperst of gestoomd. De olie wordt gebruikt in de geur- en smaakstoffenindustrie, en wordt bijvoorbeeld toegevoegd aan schoonmaakmiddelen, stickerverwijderaars en kwastenreiniger. Ook wordt het in de techniek gebruikt, bijvoorbeeld om metaal te ontvetten.
Het is verreweg de meest geproduceerde etherische olie: De wereldproductie lag in 2002 op 20.000 ton. Het wordt vooral geproduceerd in Brazilië; andere productiegebieden zijn Californië, Florida en Sicilië.

## Samenstelling
Sinaasappelolie bestaat voor het grootste deel uit D-limoneen (ruim 90% in ruwe staat tot ruim 97% in een gedestilleerde staat). Dit D-Limoneen heeft een heel typische, herkenbare sinaasappelgeur en -smaak.
De samenstelling van sinaasappelolie hangt af van de omstandigheden waarin de sinaasappelen zijn geteeld, en wisselt daardoor per regio en per seizoen. Ook de wijze van extractie kan invloed hebben op de uiteindelijke samenstelling. Door middel van chromatografie zijn honderden stoffen geïdentificeerd; stoffen uit de terpeen-groep waartoe D-limoneen behoort zijn veruit de belangrijkste. Een andere groep stoffen zijn lange keten alifatische alcoholen en aldehyden zoals octanol en octanal.

## Veiligheid
Het limoneen dat het belangrijkste deel uitmaakt van sinaasappelolie is licht irriterend, doordat het in staat is beschermende huidvetten op te lossen. Een verwante stof: Limoneen-1,2-oxide (dat ontstaat door oxidatie aan de lucht) kan een overgevoeligheidsreactie van de huid geven. Dat komt vooral voor bij mensen die langdurig (bijvoorbeeld beroepshalve) hieraan blootgesteld zijn, maar een studie van patiënten met dermatitis toonde in 3% van de gevallen overgevoeligheid voor limoneen aan.

Van limoneen is beschreven dat het kanker kan veroorzaken bij mannelijke ratten, door te reageren met α2u-globuline dat niet geproduceerd wordt door vrouwelijke ratten. Er is geen bewijs voor carcinogeniteit of mutageniteit bij mensen.
Kunststoffen, met name polyacrylaten, worden door sinaasappelolie aangetast.
Limoneen is bovendien brandbaar. Een bekend trucje om dat te illustreren is het dubbelvouwen van een stukje sinaasappelschil bij een kaarsvlam.

## Mierenbestrijding
Sinaasappelolie is een relatief veilig en biologisch afbreekbaar middel dat kan worden gebruikt bij het bestrijden van mieren, doordat het dodelijk is voor mieren maar bovendien hun geurspoor vernietigt, zodat mieren niet de weg terug naar hun kolonie kunnen vinden.